# Shigeo Itoh
Shigeo Itoh (Shūnan, Yamaguchi; 21 de enero de 1945) fue un jugador profesional de tenis de mesa japonés, ganador del Campeonato Mundial de Tenis de Mesa de 1969, celebrado en Múnich.
En el Mundial por equipos de 1969, ganó también la medalla de oro por equipos; sus compañeros de equipo fueron: Nobuhiko Hasegawa, Tetsuo Inoue, Kenji Kasai y Mitsuru Kohno.